# Francesco di Saluzzo
Francesco di Saluzzo, o Francesco Ludovico del Vasto (Saluzzo, 25 febbraio 1498 – Carmagnola, 28 marzo 1537), è stato il penultimo marchese di Saluzzo per otto anni, dal 1529 al 1537.
Era il terzogenito di Ludovico II di Saluzzo e della seconda consorte Margherita di Foix-Candale.

## Biografia

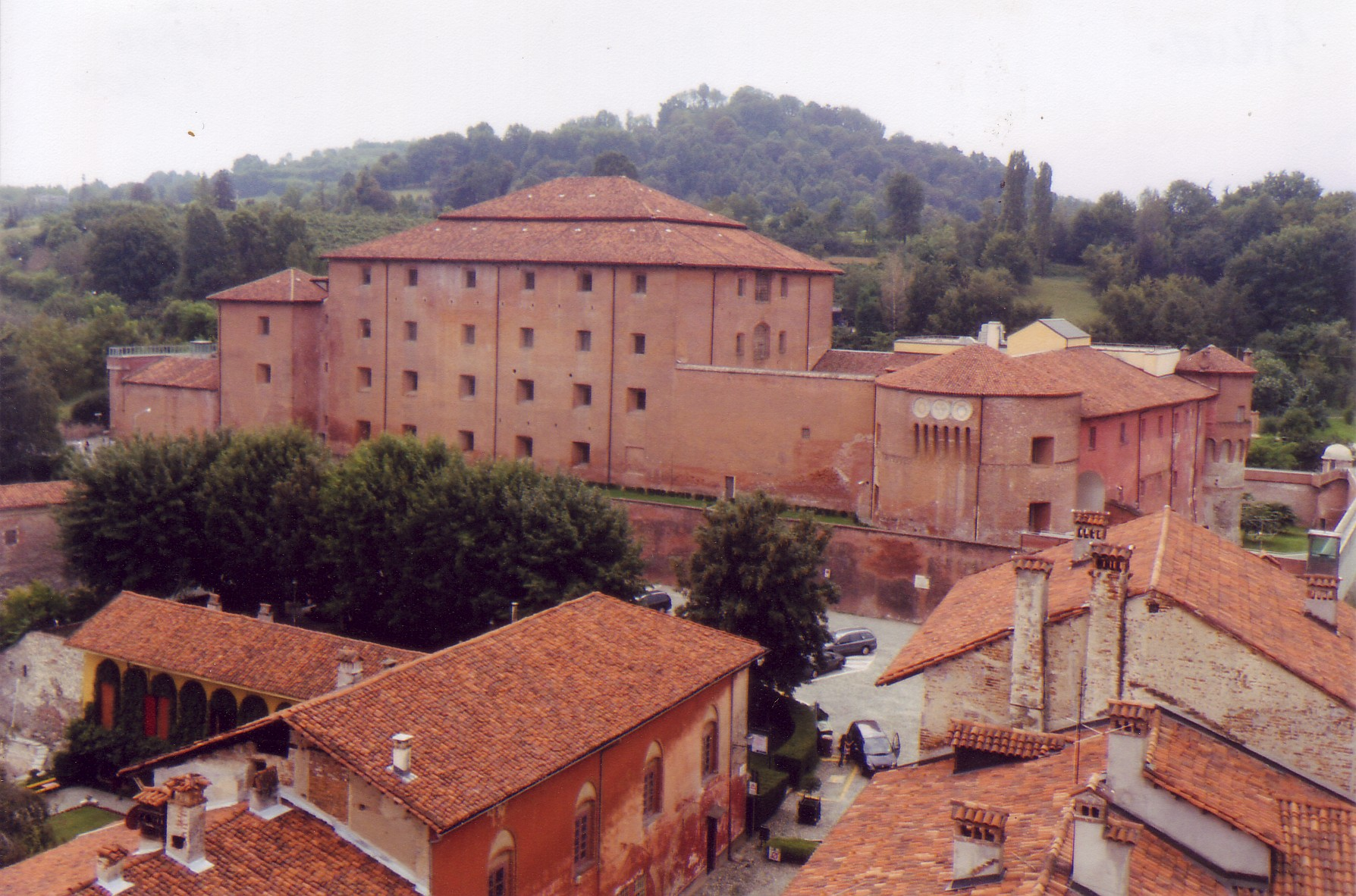
La Castiglia, residenza principale dei marchesi di Saluzzo

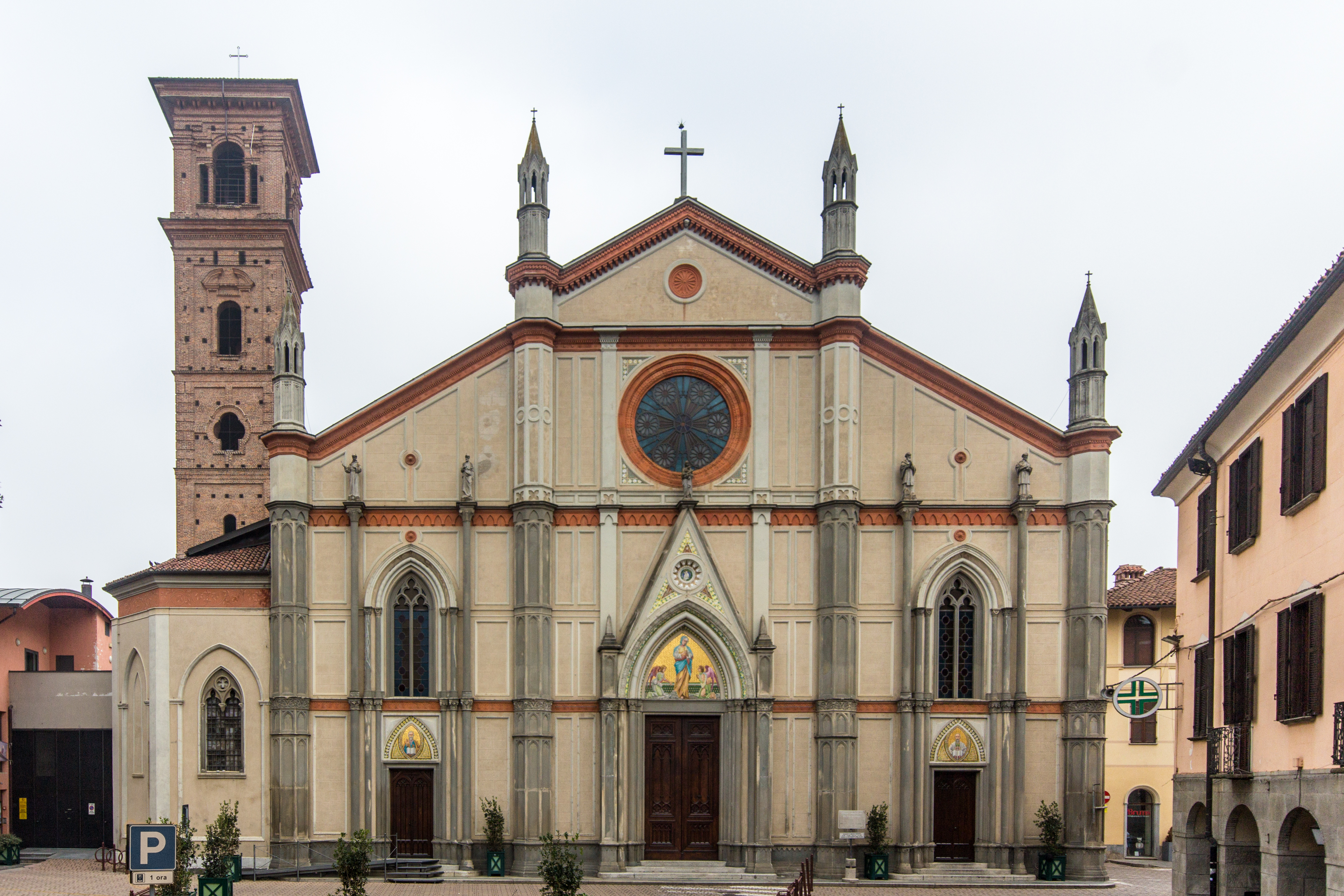
Carmagnola: la collegiata dei Santi Pietro e Paolo, dove fu sepolto Francesco

Francesco era stato educato, insieme ai fratelli, per disposizione della madre e con il consenso del sovrano francese, alla corte di Fontainebleau. Aggressivo e determinato, fu il più indipendente tra i figli della coppia marchionale, completamente sottomessi alla volontà dell'imperiosa Margherita di Foix.
La situazione era abbastanza equilibrata durante la reggenza della marchesa madre per il prediletto primogenito Michele Antonio (1504-1528), ma, quando questi morì, risultò dal testamento che l'erede designato non era il secondogenito Giovanni Ludovico bensì il fratello minore Francesco. Giovanni, infatti, aveva pubblicamente mostrato preferenze filoimperiali e la francese Margherita, risentita, non indugiò a farlo rinchiudere nel castello di Verzuolo per timore di perdere il potere conquistato che, con il terzogenito, avrebbe potuto conservare.
Giovanni Ludovico era, però, molto popolare tra i saluzzesi che riuscirono a liberarlo proclamandolo marchese. In un primo tempo Margherita sembrò accettare la non prevista circostanza, ciò nondimeno, insieme a Francesco, continuò a brigare contro il figlio, appellandosi al re di Francia. Francesco I destituì e fece imprigionare Giovanni Ludovico conferendo l'investitura del marchesato di Saluzzo, con una diminuzione di molti privilegi, a Francesco il 2 giugno 1529.
Succeduto, dunque, al fratello maggiore Giovanni Ludovico, dopo il suo breve governo di sette mesi circa, interrotto per volontà della madre e del sovrano francese, durante il suo marchesato il piccolo Stato divenne sempre più assoggettato alla monarchia di Parigi. Margherita credette di poter conservare il suo ruolo predominante e ritornò immediatamente dal suo rifugio nel castello di Castres, riprendendo possesso dell'amata residenza di Revello. La marchesa si dedicò esultante alle solite occupazioni: fece, inoltre, restaurare la chiesa di San Bernardino, a Saluzzo, (in cui desiderava essere sepolta accanto al primogenito Michele Antonio) e si guardò intorno per trovare una sposa a Francesco, Maria o Margherita del Monferrato, poiché vi era l'urgenza di un erede maschio e legittimo. Il matrimonio, tuttavia, non si fece e Francesco si recò a Parigi per seguire il processo contro Giovanni Ludovico che fu condannato per fellonia e disubbidienza nei confronti della madre.
Ritornato dalla Francia, Francesco incominciò a considerare ingombrante la persistente presenza di Margherita che, imperterrita, circondata dai suoi consiglieri, curava a suo piacimento i propri interessi e pretendeva di continuare ad esercitare il ruolo preponderante che aveva caratterizzato la vita del marchesato per quasi un trentennio. L'irritazione del marchese si convertì, presto, in aperta avversione e parve che la baldanza e la prepotenza, aspetti del suo temperamento tanto graditi alla madre, ora ricadessero proprio contro di lei. La marchesa si recò subito a corte per chiedere l'appoggio del re che, sentite le dure rimostranze di Francesco, gli diede ragione.
Nonostante fosse riuscito a rendere inoffensivi Margherita e Giovanni Ludovico, le cose, comunque, non migliorarono per il marchese anche se ora si schierò a favore dell'imperatore. I tentativi di Francesco di subentrare nella carica di marchese del Monferrato dopo la morte di Giovanni Giorgio Paleologo saranno illusori: i del Vasto, che vantavano una lontana discendenza dalla dinastia monferrina, verranno esclusi da questa successione.
Francesco, privo di eredi, morì il 28 marzo 1537, all'età di 39 anni, durante la difesa del castello di Carmagnola e sarà inumato in questa cittadina nella collegiata dei Santi Pietro e Paolo. Saluzzo avrà ancora un marchese dopo di lui, il fratello minore Gabriele (1537-1548), prima di essere annessa al regno di Francia e, successivamente, al ducato di Savoia.

## Ascendenza
|                            |                           |                                 | Genitori                                |  |  | Nonni |  |  | Bisnonni               |  |  | Trisnonni              |  |
|                            |                           |                                 |                                         |  |  |       |  |  | Tommaso III di Saluzzo |  |  | Federico II di Saluzzo |  |
|                            |                           |                                 |                                         |  |  |       |  |  | Tommaso III di Saluzzo |  |  | Federico II di Saluzzo |  |
|                            |                           | Beatrice di Ginevra             |                                         |  |  |       |  |  | Tommaso III di Saluzzo |  |  |                        |  |
| Ludovico I di Saluzzo      |                           |                                 |                                         |  |  |       |  |  | Tommaso III di Saluzzo |  |  |                        |  |
|                            |                           | Margherita di Roucy             | Ugo II di Pierrepont                    |  |  |       |  |  |                        |  |  |                        |  |
|                            |                           | Margherita di Roucy             | Ugo II di Pierrepont                    |  |  |       |  |  |                        |  |  |                        |  |
|                            |                           | Margherita di Roucy             | Bianca di Coucy                         |  |  |       |  |  |                        |  |  |                        |  |
| Ludovico II di Saluzzo     |                           | Margherita di Roucy             |                                         |  |  |       |  |  |                        |  |  |                        |  |
|                            |                           | Giovanni Giacomo del Monferrato | Teodoro II del Monferrato               |  |  |       |  |  |                        |  |  |                        |  |
|                            |                           | Giovanni Giacomo del Monferrato | Teodoro II del Monferrato               |  |  |       |  |  |                        |  |  |                        |  |
|                            |                           | Giovanni Giacomo del Monferrato | Giovanna di Bar                         |  |  |       |  |  |                        |  |  |                        |  |
| Isabella Paleologa         |                           | Giovanni Giacomo del Monferrato |                                         |  |  |       |  |  |                        |  |  |                        |  |
|                            |                           | Giovanna di Savoia              | Amedeo VII di Savoia                    |  |  |       |  |  |                        |  |  |                        |  |
|                            |                           | Giovanna di Savoia              | Amedeo VII di Savoia                    |  |  |       |  |  |                        |  |  |                        |  |
|                            |                           | Giovanna di Savoia              | Bona di Berry                           |  |  |       |  |  |                        |  |  |                        |  |
| Francesco di Saluzzo       |                           | Giovanna di Savoia              |                                         |  |  |       |  |  |                        |  |  |                        |  |
|                            | Gastone I di Foix-Candale | Arcimbaldo di Grailly           |                                         |  |  |       |  |  |                        |  |  |                        |  |
|                            | Gastone I di Foix-Candale | Arcimbaldo di Grailly           |                                         |  |  |       |  |  |                        |  |  |                        |  |
|                            | Gastone I di Foix-Candale | Isabella di Foix-Castelbon      |                                         |  |  |       |  |  |                        |  |  |                        |  |
| Giovanni I di Foix-Candale | Gastone I di Foix-Candale |                                 |                                         |  |  |       |  |  |                        |  |  |                        |  |
|                            |                           | Margherita d'Albret             | Arnaud-Amanieu VIII d'Albret            |  |  |       |  |  |                        |  |  |                        |  |
|                            |                           | Margherita d'Albret             | Arnaud-Amanieu VIII d'Albret            |  |  |       |  |  |                        |  |  |                        |  |
|                            |                           | Margherita d'Albret             | Margherita di Borbone-Clermont          |  |  |       |  |  |                        |  |  |                        |  |
| Margherita di Foix-Candale |                           | Margherita d'Albret             |                                         |  |  |       |  |  |                        |  |  |                        |  |
|                            |                           | Tommaso Kerdeston               | Leonardo Kerdeston                      |  |  |       |  |  |                        |  |  |                        |  |
|                            |                           | Tommaso Kerdeston               | Leonardo Kerdeston                      |  |  |       |  |  |                        |  |  |                        |  |
|                            |                           | Tommaso Kerdeston               | Margherita                              |  |  |       |  |  |                        |  |  |                        |  |
| Margherita Kerdeston       |                           | Tommaso Kerdeston               |                                         |  |  |       |  |  |                        |  |  |                        |  |
|                            |                           | Elisabetta de la Pole           | Michele de la Pole, II conte di Suffolk |  |  |       |  |  |                        |  |  |                        |  |
|                            |                           | Elisabetta de la Pole           | Michele de la Pole, II conte di Suffolk |  |  |       |  |  |                        |  |  |                        |  |
|                            |                           | Elisabetta de la Pole           | Katherine de Stafford                   |  |  |       |  |  |                        |  |  |                        |  |
|                            |                           | Elisabetta de la Pole           |                                         |  |  |       |  |  |                        |  |  |                        |  |